# أولق
أولق هي قرية في مقاطعة سلماس، إيران. يقدر عدد سكانها بـ 642 نسمة بحسب إحصاء 2016.